# 강다은 (아나운서)
강다은(1996년 6월 16일 ~ )은 MBC 아나운서다.

## 경력
- 한국경제TV 외신 캐스터
- 2021년 ~ 2024년 : 연합뉴스TV 아나운서
- 2024년 ~ 현재 : MBC 아나운서

## 진행

### 현재

#### TV
- MBC TV 《주말 MBC 뉴스데스크 - MBC 스포츠뉴스》 앵커 - 2025년 3월 1일 ~ 현재
- MBC TV 《토요일 12시 MBC 뉴스》 앵커 - 2025년 6월 7일 ~ 현재
- MBC TV 《일요일 11시 55분 MBC 뉴스》 앵커 - 2025년 6월 8일 ~ 현재

### 과거

#### TV
- 연합뉴스TV 《뉴스프라임》 여성 앵커
- 연합뉴스TV 《라이브 투데이》 여성 앵커
- MBC TV 《2시 뉴스외전》 임시 서브 앵커 - 2025년 4월 30일, 2025년 5월 2일
- MBC TV 《평일 MBC 뉴스데스크 - MBC 스포츠뉴스》 임시 앵커 - 2025년 5월 15일 ~ 2025년 5월 16일, 2025년 5월 27일, 2025년 6월 12일 ~ 2025년 6월 13일, 2025년 7월 29일[1]
- MBC TV 《MBC 뉴스특보》 - 2025년 5월 17일
- MBC TV 《일요일 11시 55분 MBC 뉴스》 임시 앵커 - 2025년 5월 25일[2]
- MBC TV 선택 2025 캐스터 - 2025년 6월 3일

## 출연

### 과거

#### TV
- MBC TV 《전지적 참견 시점》 출연 - 2025년 1월 18일